# 阿特威瑪恩龐努阿縣
阿特威瑪恩龐努阿縣（英語：Atwima Mponua District）為迦納阿散蒂大區轄下的一縣，位在阿散蒂大區西端。其區域面積2,411平方公里，2021年人口155,254人。尼納欣（Nyinahin）為該縣的首府。該縣為時任迦納總統約翰·阿吉耶庫姆·庫福爾於2003年11月12日下的政令中設立。

## 外部連結
- . Statoids.
- GhanaDistricts.com